# Dispur
 (juin 2024).
Si vous disposez d'ouvrages ou d'articles de référence ou si vous connaissez des sites web de qualité traitant du thème abordé ici, merci de compléter l'article en donnant les références utiles à sa vérifiabilité et en les liant à la section « Notes et références ».
Dispur (assamais : দিছপুৰ) est depuis 1973 la capitale de l'État de l'Assam, en Inde.
Dispur est le siège du gouvernement provincial. Le bâtiment du Secrétariat de l'Assam (Janata Bhawan) est situé à Dispur, ainsi que le siège de l'Assemblée législative de l'Assam, les foyers des députés et le centre des opérations d'urgence de l'État.

## Géographie
Dispur se trouve dans la banlieue de Guwahati et les deux communes forment un ensemble urbain.

## Économie
Dispur est connue mondialement pour être la capitale du marché du thé; notamment avec son Guwahati Tea Auction Centre (centre de vente aux enchères de thé de Guwahati) qui a vu les plus grosses enchères de thé par le passé.

## Histoire

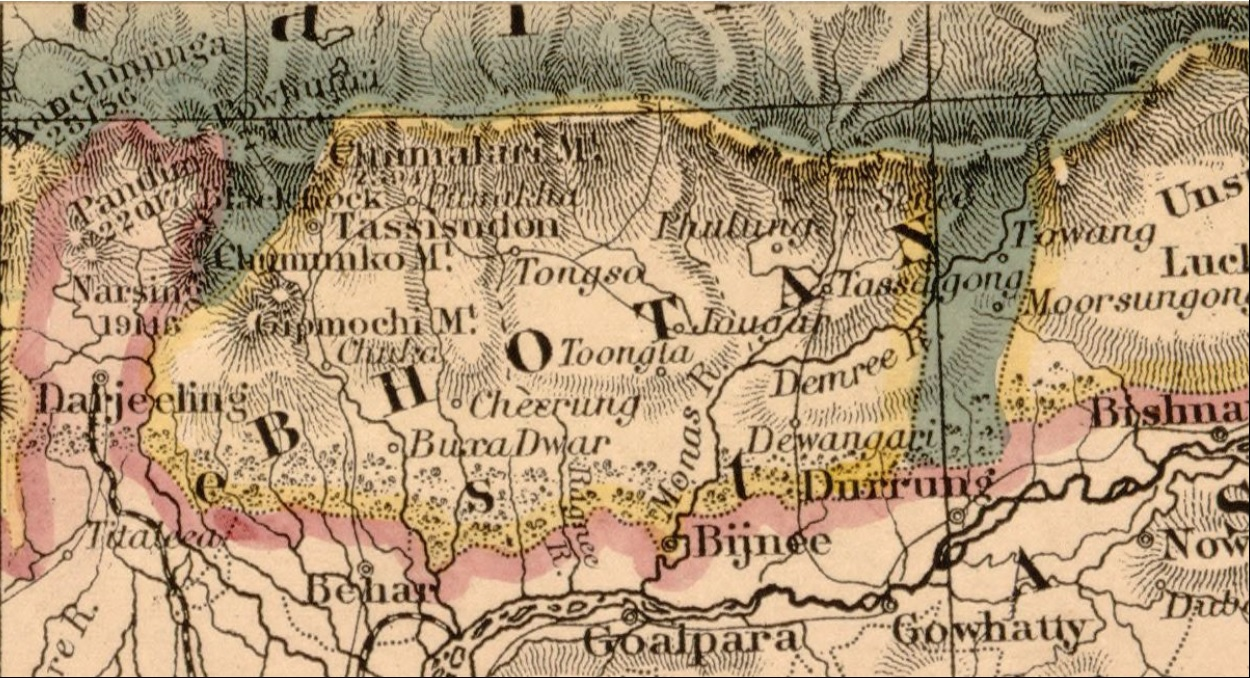
Gowhatty est ici visible au sud-est de cette carte de l'Empire britannique (1888) montrant la frontière avec l'Empire de Chine et le Bhoutan.

Après la création du Meghalaya en tant qu'État séparé, Shillong demeura la capitale commune de l'Assam et du Meghalaya pendant quelques mois. Toutefois, en 1972, le gouvernement de l'Assam décida de déplacer la capitale à Dispur, un quartier de Guwahati.
Cette petite cité est devenue capitale de l'Assam à la création de cet État en 1973 lors de sa séparation d'avec le Meghalaya. Les bâtiments administratifs pour la gestion de l'État se trouvent dans cette ville.
Des discussions ont parfois évoqué le déplacement de cette capitale politique et administrative vers Chandrapur, dans un environnement naturel exceptionnel, à environ 20 km à l'est de Guwahati.

## Lieux et monuments
- Au sud de Dispur, se trouvent les sites du Basistha ashram et du Shankardev Kalakschetra, un centre culturel créé dans les années 1990 et les ruines de Jatia, une ancienne cité. L'ashram Basistha se trouve à six kilomètres de Dispur et il est connu pour abriter un temple de Shiva. Le temple s'étend sur 835 bighas (environ 10 km2). Il se trouve sur la rive des ruisseaux des collines du Meghalaya et qui forment à leur tour les rivières Basistha et Bharalu traversant Dispur.

- La rivière Bhorolu (également appelée « Bhollobri ») traverse le cœur de la ville. Bien plus important, le fleuve Brahmapoutre traverse l'aire urbaine de Guwahati-Dispur. Un téléphérique sur le fleuve Brahmapoutre a été mis en fonctionnement à Guwahati; il relie le nord de Guwahati au centre-ville.

- Dans Dispur, le quartier de Shilpagram est célèbre pour son patrimoine culturel et artisanal de l'Assam et d'autres États du nord-est. On y trouve notamment des bijoux ethniques, des tapis, des saris en soie, des objets d'artisanat en bois et en métal.

- d'autres détours incluent: Umananda (« l'île aux paons »), Navagraha (le « temple des neuf planètes »), Dolgobinda, Gandhi Mandap, State Zoo (le zoo provincial), State Museum (musée provincial à Guwahati), le temple Sukreswar, Gita Mandir, le temple Madan Kamdev (un site archéologique exceptionnel), et le pont Saraighat (le premier pont sur le Brahmapoutre de la région, ouvert en 1962).

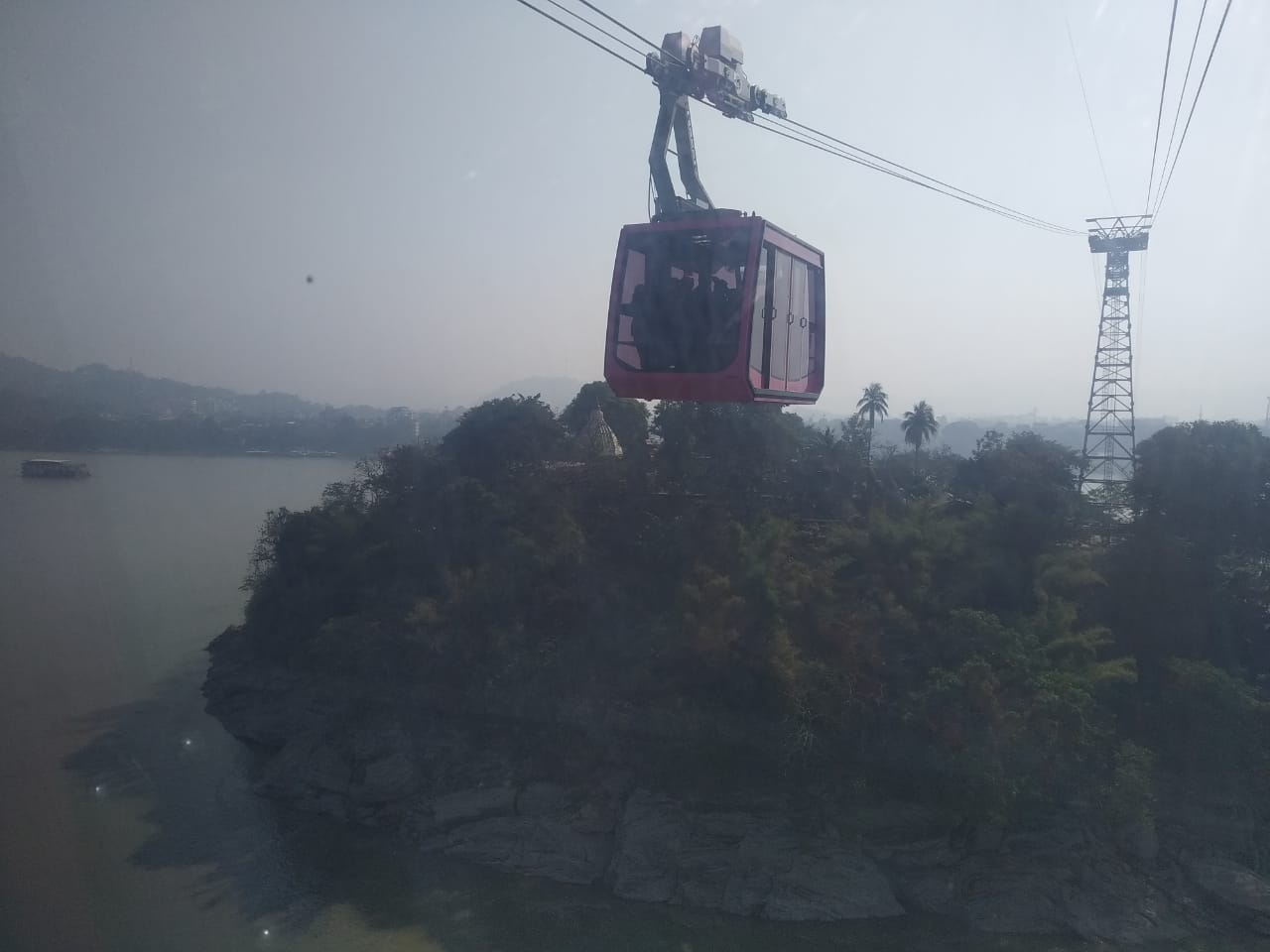
Téléphérique sur le Brahmapoutre à Guwahati (2021).